# Rothesay, Kanada
Rothesay är en ort i Kanada.   Den ligger i provinsen New Brunswick, i den sydöstra delen av landet, 800 km öster om huvudstaden Ottawa. Rothesay ligger 52 meter över havet och antalet invånare är 11 947.
Terrängen runt Rothesay är platt. Havet är nära Rothesay västerut. Runt Rothesay är det ganska tätbefolkat, med 185 invånare per kvadratkilometer.. Närmaste större samhälle är Saint John, 14,3 km sydväst om Rothesay. 
I omgivningarna runt Rothesay växer i huvudsak blandskog.